# Psilaspilates
Psilaspilates là một chi bướm đêm thuộc họ Geometridae.